# Gerbstedt
Gerbstedt er en by i det sydlige Harzvorland i Landkreis Mansfeld-Südharz i den tyske delstat Sachsen-Anhalt. Landsbyen ligger 5 km øst for Hettstedt og 12 km nord for Eisleben. Gerbstedt er administrationsby i Verwaltungsgemeinschaft Gerbstedt.
- Wikimedia Commons har flere filer relateret til Gerbstedt